# (9564) Jeffwynn
(9564) Jeffwynn est un astéroïde de la ceinture principale aréocroiseur.

## Description
(9564) Jeffwynn est un astéroïde aréocroiseur. Il présente une orbite caractérisée par un demi-grand axe de 2,34 UA, une excentricité de 0,32 et une inclinaison de 22,3° par rapport à l'écliptique.

## Compléments